# Măgherani
Măgherani (Hongaars: Nyárádmagyarós, in de volksmond Magyarós) is een comună in het district Mureș, Transsylvanië, Roemenië. De bevolking is grotendeels Hongaarstalig (Zie: Hongaarse minderheid in Roemenië. De gemeente bestaat uit drie dorpen, namelijk:
- Măgherani
- Şilea Nirajului
- Torba

Tot in 2004 telde Măgherani tien dorpen, maar zeven dorpen hiervan (namelijk: Bâra, Bereni, Cându, Drojdii, Eremieni, Maia en Mărculeni) splitsten zich in 2004 van Măgherani af om de nieuwe comună Bereni te vormen.

## Geschiedenis
De comună maakte deel uit van de regio Szeklerland in de historische provincie Transsylvanië. Tot in 1918 maakte het deel uit van het Maros-Torda Comitaat van Koninkrijk Hongarije. Het werd een deel van Roemenië na het Verdrag van Trianon uit 1920.

## Demografie
Măgherani heeft een absolute Szeklers-Hongaarse bevolkingsmeerderheid. Volgens de volkstelling van 2011 telde het zo'n 1.270 inwoners waarvan er 1.180 (92,9%) Hongaren waren.

## Galerij

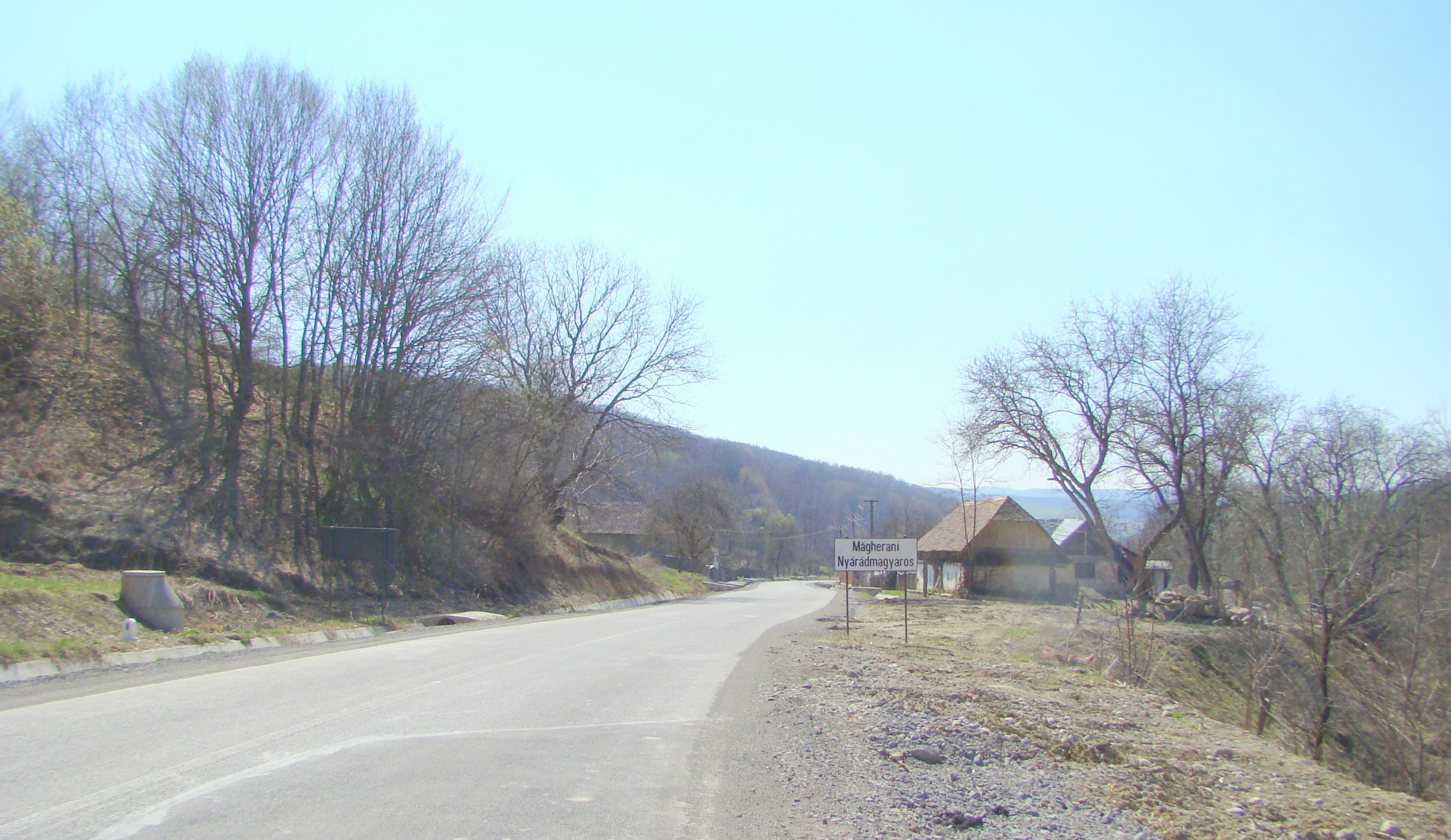
Komgrens
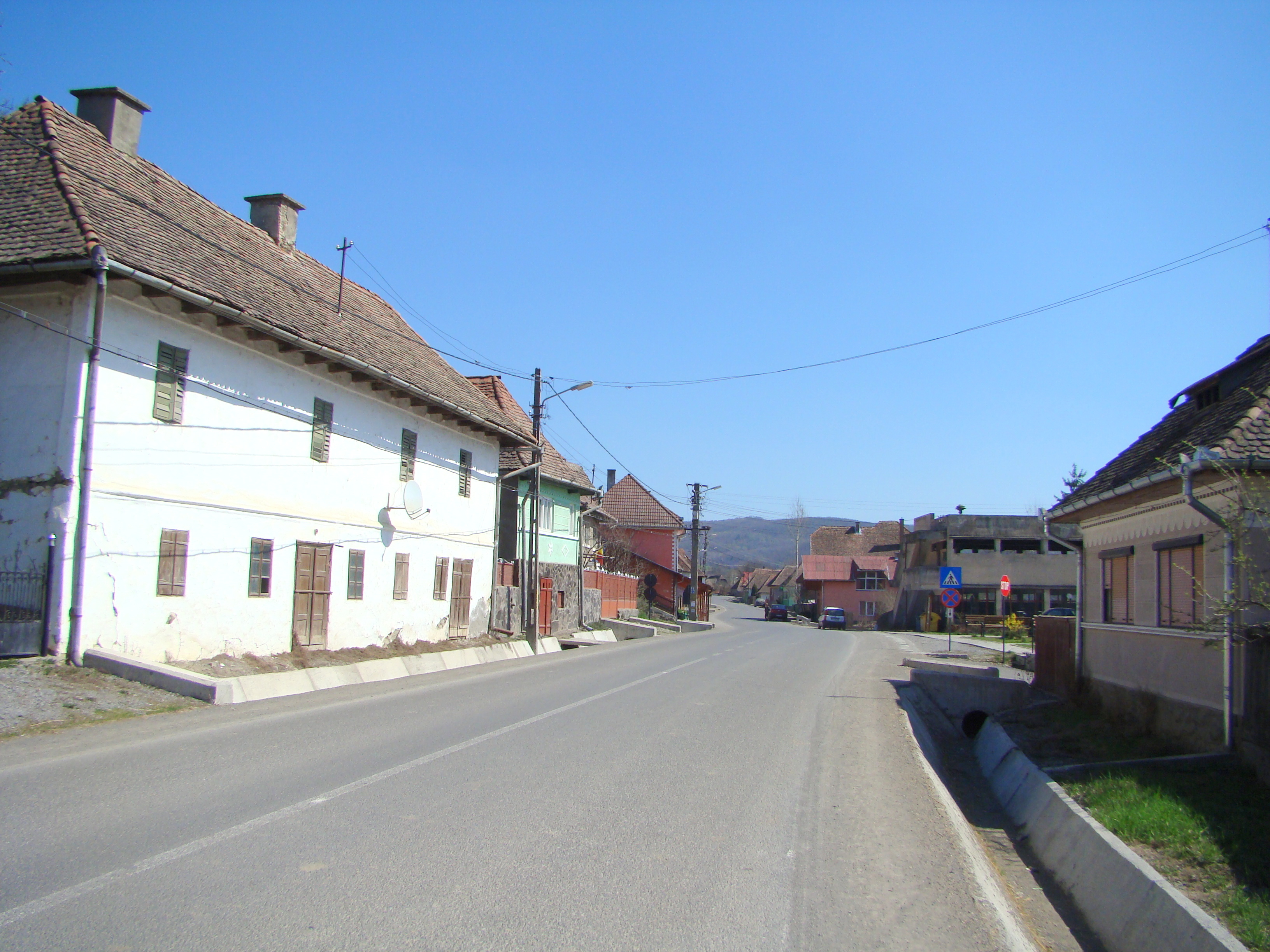
Historisch monument
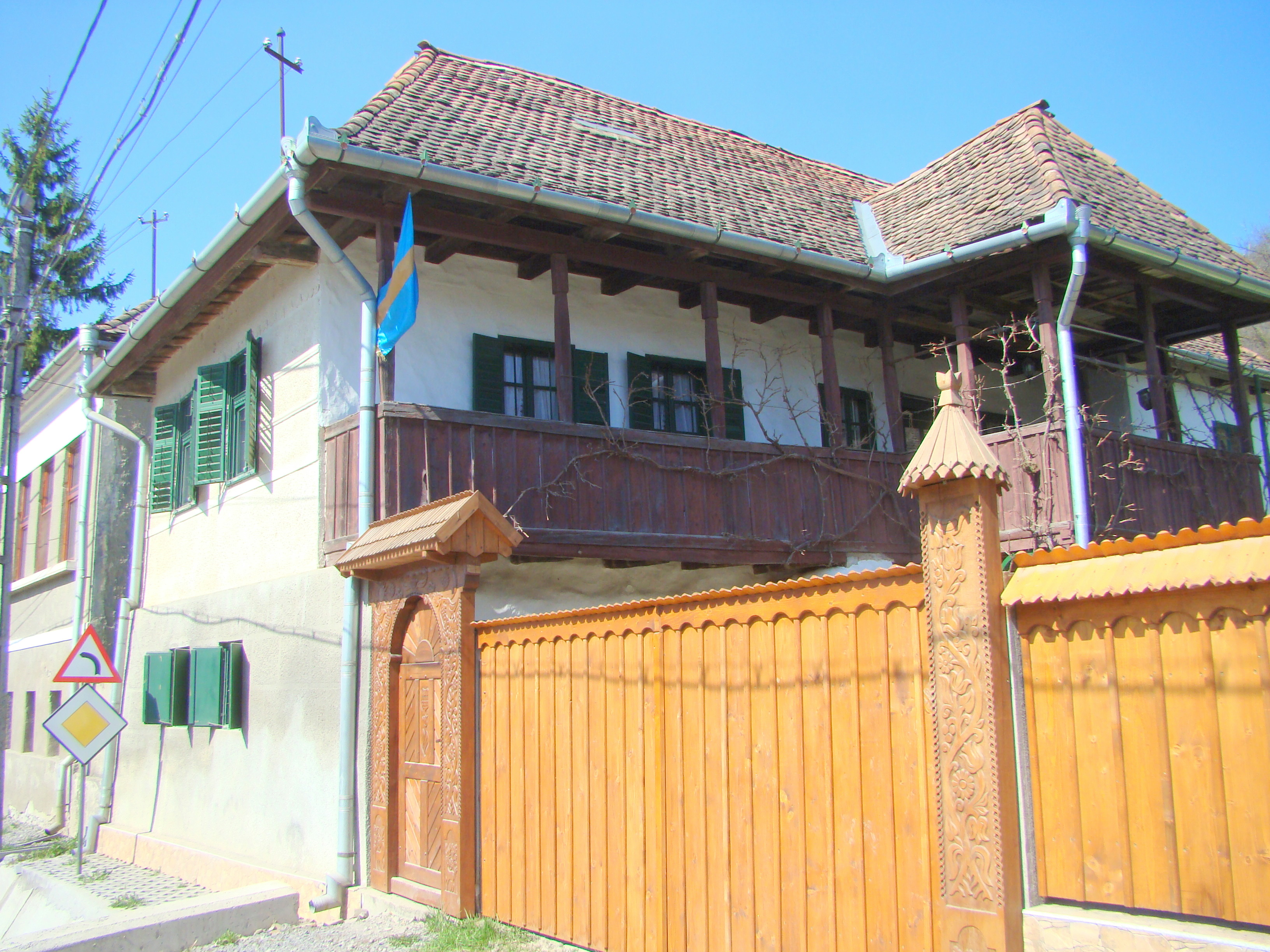
Historisch huis
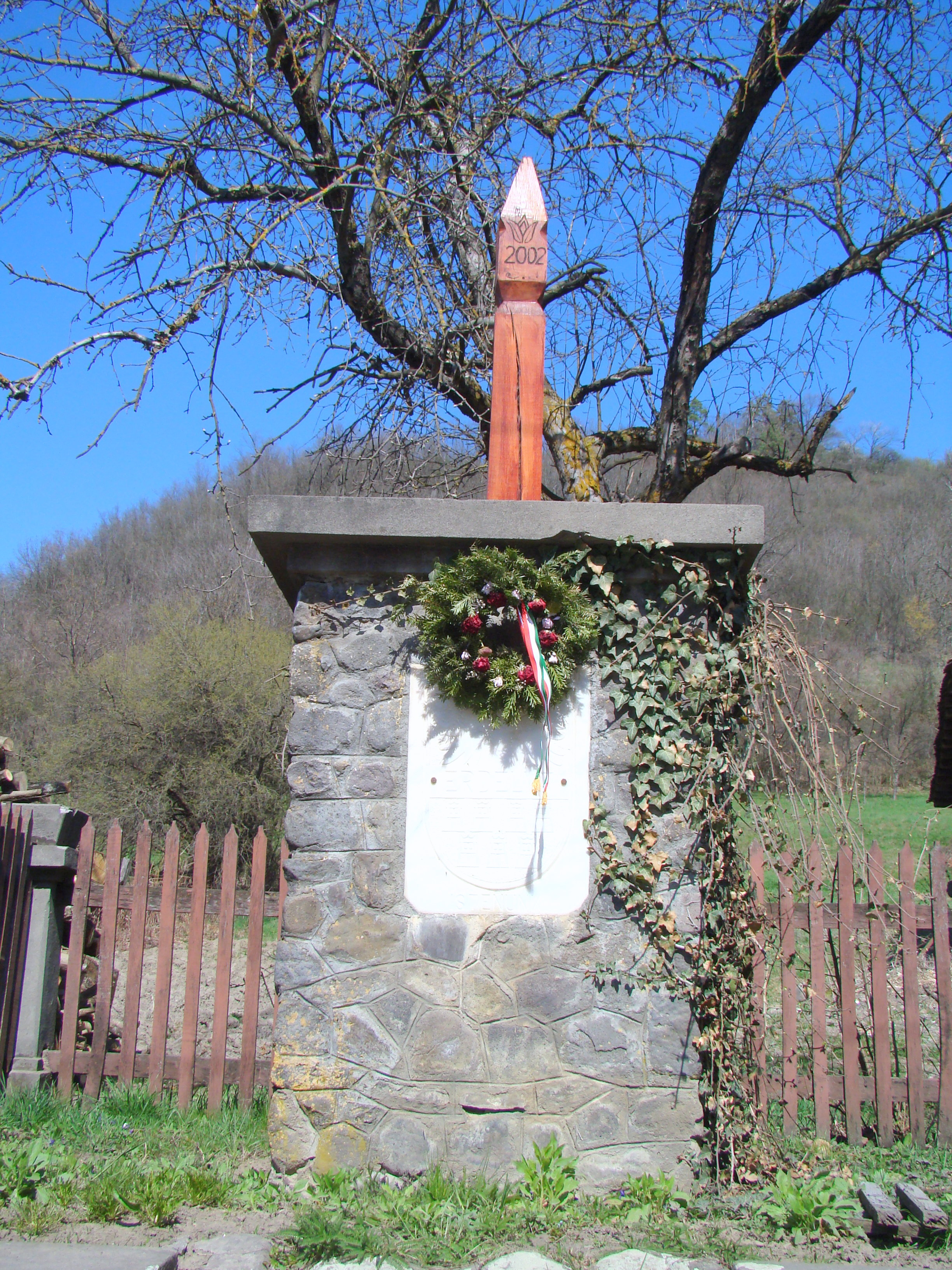
Monument
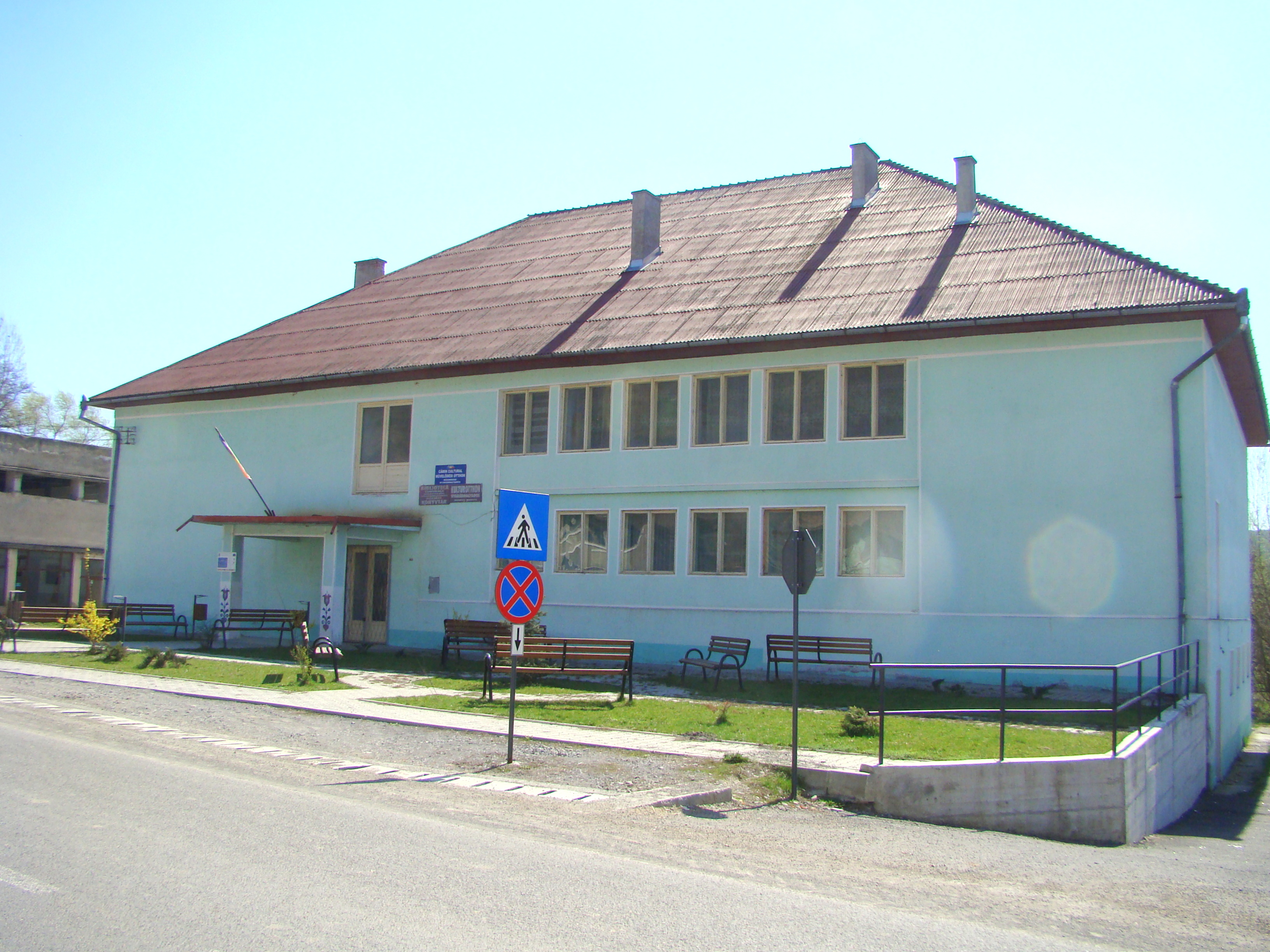
Cultuurhuis
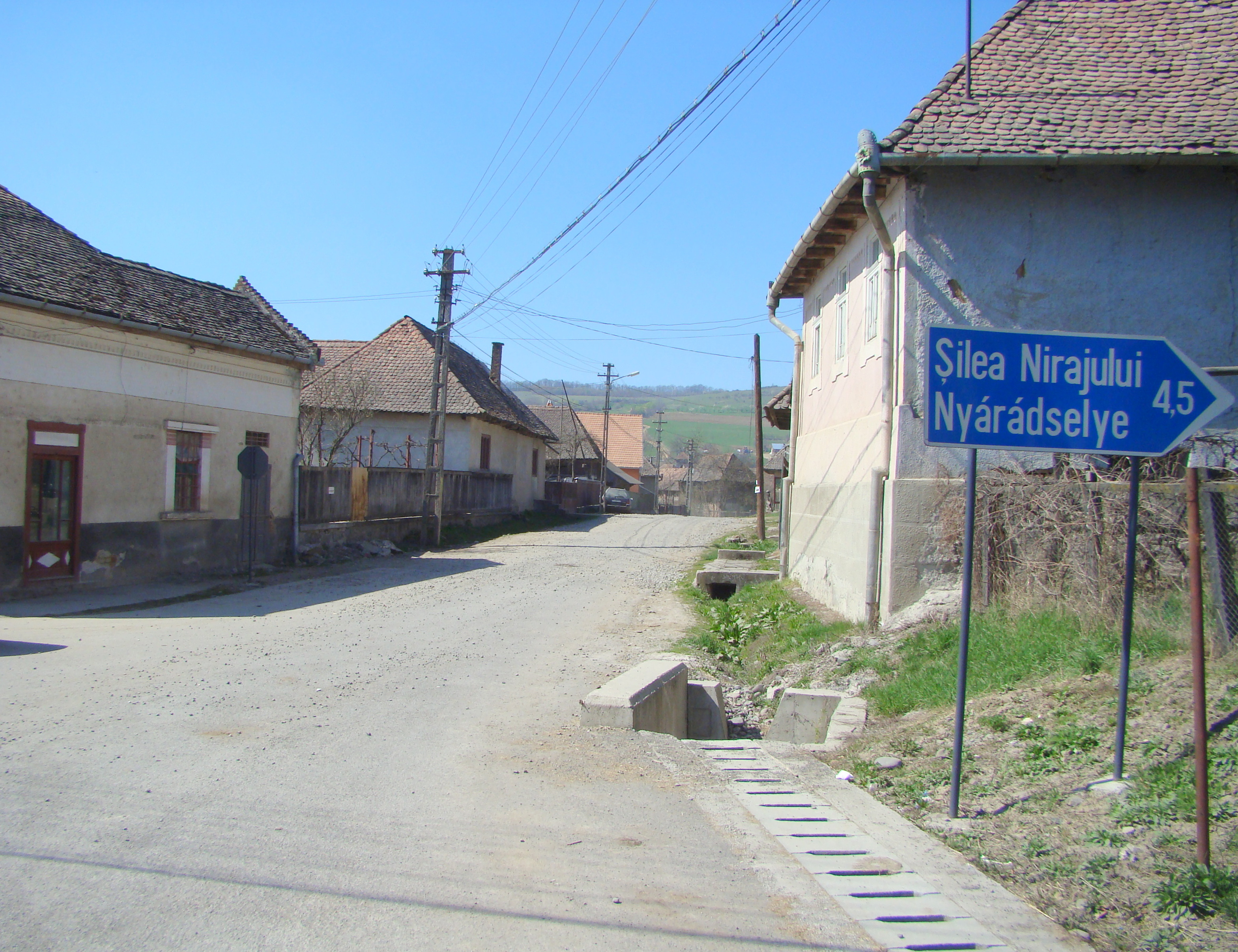
Dorpsstraat
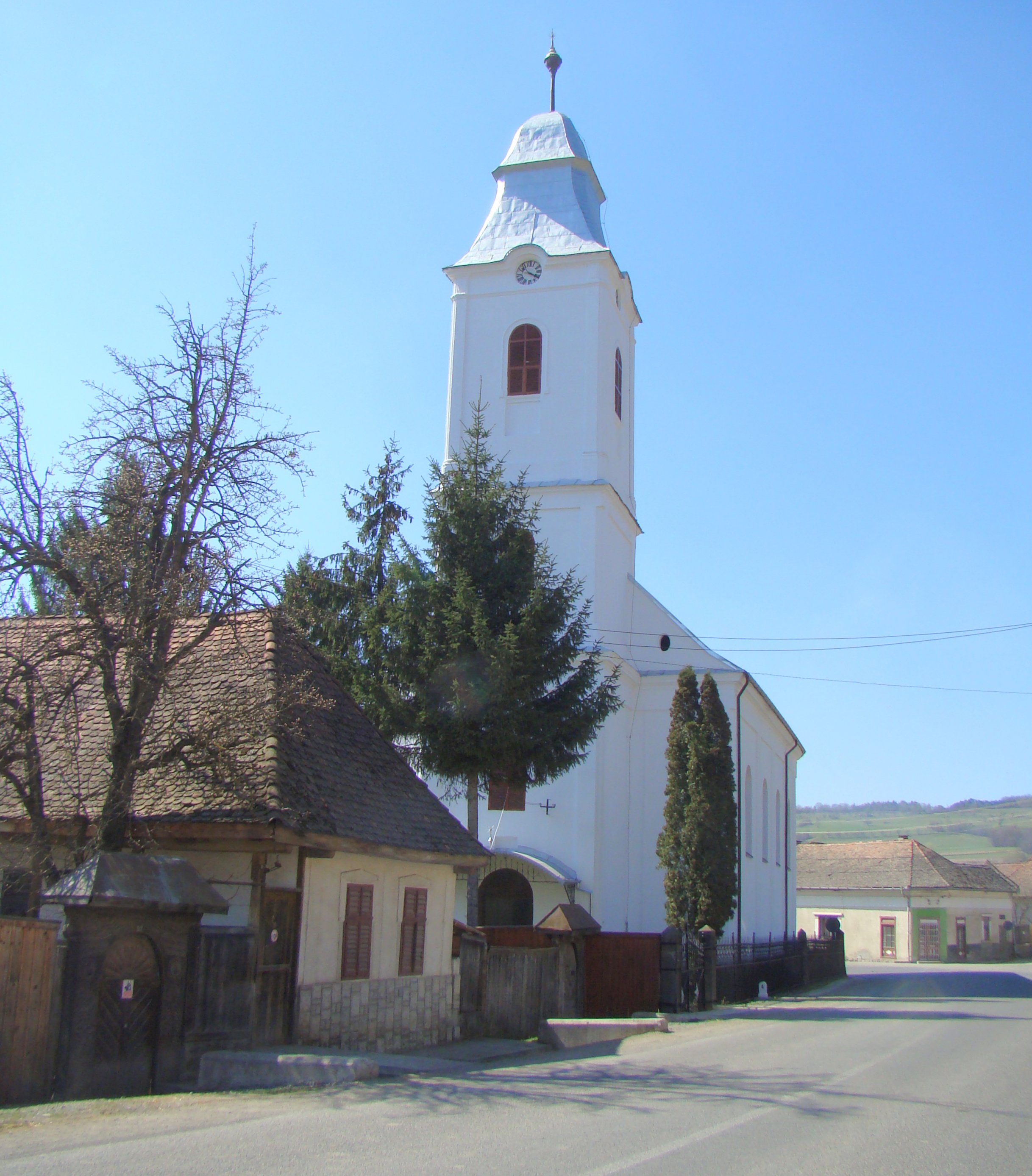
Hongaars Gereformeerde Kerk van Măgherani (1846)